# Lyndhurst (Ohio)
Lyndhurst es una ciudad ubicada en el condado de Cuyahoga en el estado estadounidense de Ohio. En el Censo de 2010 tenía una población de 14001 habitantes y una densidad poblacional de 1.218,07 personas por km².

## Geografía
Lyndhurst se encuentra ubicada en las coordenadas 41°31′1″N 81°29′41″O / 41.51694, -81.49472. Según la Oficina del Censo de los Estados Unidos, Lyndhurst tiene una superficie total de 11.49 km², de la cual 11.48 km² corresponden a tierra firme y (0.14%) 0.02 km² es agua.

## Demografía
Según el censo de 2010, había 14001 personas residiendo en Lyndhurst. La densidad de población era de 1.218,07 hab./km². De los 14001 habitantes, Lyndhurst estaba compuesto por el 90.32% blancos, el 6.44% eran afroamericanos, el 0.04% eran amerindios, el 1.59% eran asiáticos, el 0.01% eran isleños del Pacífico, el 0.41% eran de otras razas y el 1.2% pertenecían a dos o más razas. Del total de la población el 1.32% eran hispanos o latinos de cualquier raza.